# Ценность
Це́нность — важность, значимость, польза, полезность чего-либо. Внешне ценность выступает как свойство предмета или явления. Однако значимость и полезность присущи им не от природы, не просто в силу внутренней структуры объекта самого по себе, а являются субъективными оценками конкретных свойств, которые вовлечены в сферу общественного бытия человека, человек в них заинтересован или испытывает потребность. Система ценностей играет роль повседневных ориентиров в предметной и социальной действительности человека, обозначений его различных практических отношений к окружающим предметам и явлениям. Например, стакан, будучи инструментом для питья, проявляет это своё полезное свойство как потребительная стоимость, материальное благо. Являясь продуктом труда и предметом товарного обмена, стакан выступает как экономическая ценность, стоимость. Если стакан представляет собой предмет искусства, он наделяется ещё и эстетической ценностью, красотой.
Употребляется в нескольких смыслах:

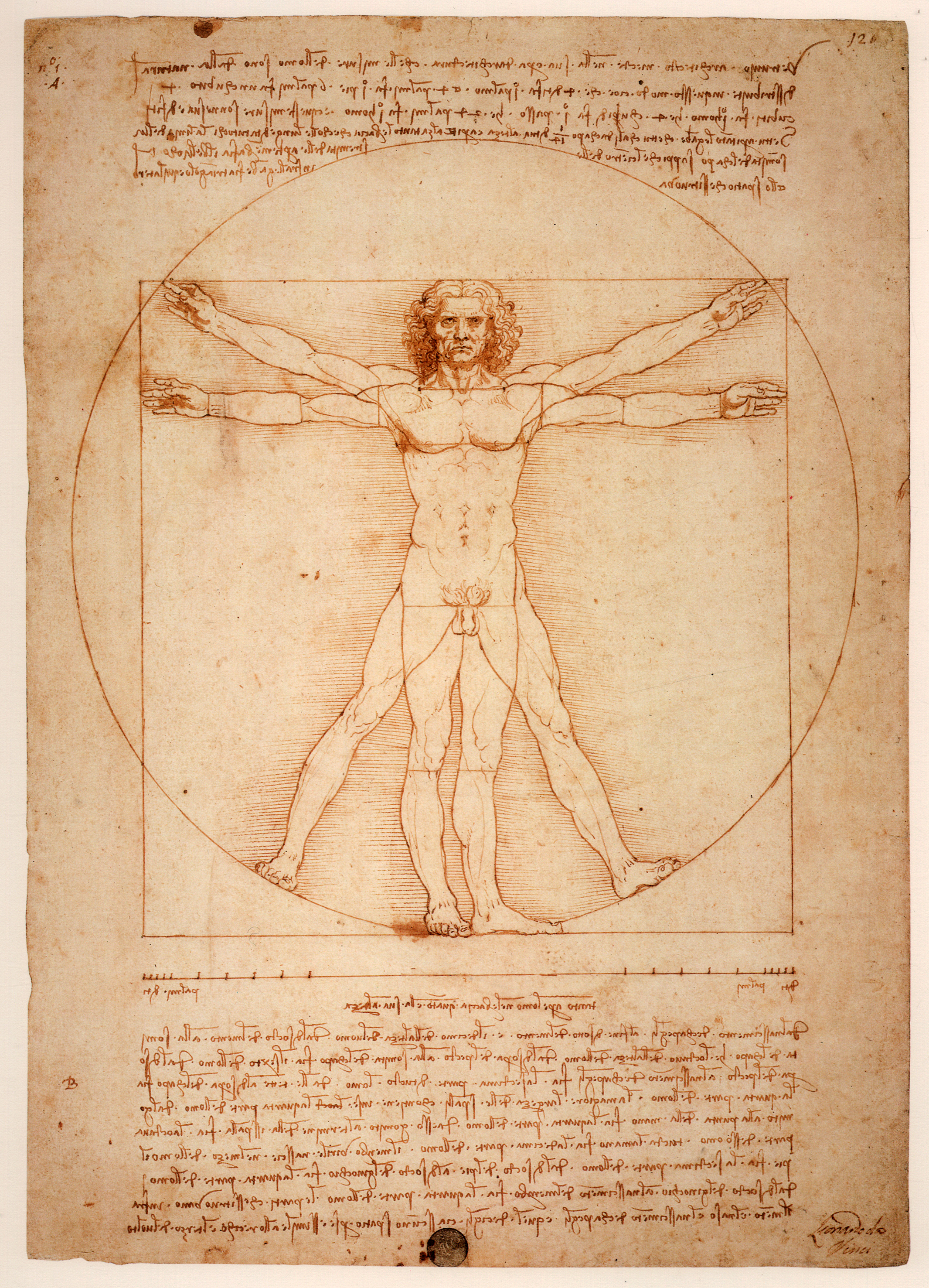
«Человек, его права и свободы являются высшей ценностью» (Конституция РФ, ст. 2).
На илл.: витрувианский человек Л. да Винчи.

- Ценность — как характеристика предмета или явления, обозначающая признание его значимости. Разделяют «Материальные ценности» и «Духовные ценности». Известно понятие «Вечные ценности».
- Ценность — в философии — указание на личностную, социально-культурную значимость определённых объектов и явлений.
- Ценность — в экономике — используется как синоним понятия «потребительная стоимость»[источник не указан 4593 дня], то есть значимость, полезность предмета для потребителя.
- Философское понятие «Система ценностей» подразумевает под ценностями то, что индивидуум ценит в окружающем его социуме. Тесно связано с понятием мотивация.

## Ценность в экономике
В английской политэкономии ценность и стоимость отождествлялись как value:
- потребительная стоимость (ценность для потребителя, полезность, способность блага или товара удовлетворять какую-нибудь человеческую потребность)
- меновая стоимость (ценность предмета для обмена, количественные соотношения разных товаров при эквивалентном обмене)[источник не указан 3621 день]

Представители австрийской школы считают, что ценность — значение, которое имеют количества конкретных товаров или благ для удовлетворения потребностей человека. Чем больше человеком сознаётся зависимость от наличия объекта, тем выше его ценность. Явление ценности происходит из того же источника, что и экономический характер благ, то есть из взаимоотношения между надобностью и количеством. Блага, имеющиеся в неограниченном количестве (воздух, вода и т. д.), то есть неэкономические блага, не имеют ценности. И лишь блага, которые имеются в меньшем количестве, чем необходимы для удовлетворения человека представляют собой ценность. Ценность следует отличать от полезности. Полезность — годность предмета служить удовлетворению человеческих потребностей. Неэкономические блага полезны в той же мере, как и экономические, вследствие своей способности удовлетворять человеческие потребности. При этом удовлетворение потребностей зависит от конкретных количеств экономических благ. Вследствие этого именно они и приобретают ещё значение ценности (см. также Парадокс ценности).

## Ценность в философии
Понятие ценности (греч. аксиос) выделяется в античном стоицизме. Ценность означала субъективную значимость (полезность) какого-либо явления. При этом, в отличие от добра или блага, ценность могла иметь ложный характер. Противоположностью ценности для стоиков была адиафора (безразличное). В дальнейшем ценности осмысливались в немецкой философии. Фридрих Ницше провозгласил идею «переоценки ценностей», понимая под ценностями (Werte) ориентиры для жизни. Как и в случае античного стоицизма ценности имели субъективный или культурно-обусловленный характер. Отсутствие ценностей характеризует ситуацию нигилизма. Под влиянием работ Ницше понятие ценности в философии стало расхожим. Глубокую проработку понятия ценности как регулятива разумной воли предприняла баденская школа неокантианства. В частности Генрих Риккерт выделял такие ценности как истина, красота, святость, счастье и нравственность. Формой выражения ценности является норма.

## Субъективные и объективные ценности
Если смешивать ценность и полезность, то материальным благам, не имеющим никакого значения с точки зрения человеческого благополучия, может быть приписана самая высокая ценность, а таким материальным благам, с которыми связываются насущные интересы благополучия, — ценность совсем ничтожная.

## Система ценностей
Нормы, которые сложились в обществе, являются высшим выражением его системы ценностей (то есть господствующих представлений о том, что считать хорошим, правильным или желательным). Понятие ценностей и норм различаются. Ценности — это абстрактные, общие понятия, а нормы — это правила или руководящие принципы поведения для людей в ситуациях определённого рода.
Система ценностей, сложившаяся в обществе играет важную роль, так как она влияет на содержание норм. Все нормы отражают социальные ценности. О системе ценностей можно судить по нормам, сложившимся в обществе.
К ценностям могут относиться:
1. Здоровье
2. Любовь, семья, дети, дом
3. Близкие, друзья, общение
4. Самореализация в работе. Получение удовольствия от работы
5. Материальное благополучие
6. Духовные ценности, духовный рост, религия
7. Досуг — удовольствия, хобби, развлечения
8. Творческая самореализация
9. Самообразование
10. Социальный статус и положение в обществе
11. Свобода (свобода выбора, свобода слова и т. д.)
12. Стабильность

Также могут присутствовать другие ценности. У различных людей различные приоритеты ценностей.
Как отмечает исследовательница Полина Гаджикурбанова, в стоицизме, противопоставляющем мудрецов профанам: «Профан наделяет предметы большей ценностью, нежели они обладают по природе, наделяет их собственными ошибочными представлениями о благе и зле. В результате он начинает стремиться к тому, что кажется ему благом, — к здоровью, славе, богатству самим по себе, но в своем стремлении он переходит некую природную меру, попадая тем самым в ловушку собственных страстей и представлений».
Другими словами можно сказать, что существует тонкая грань, за которой ценности могут приобрести противоположный знак, то есть превратиться в антиценности. Однако это не противоречит существованию базовых ценностей и антиценностей у носителей определённой культуры, что позволяет нам описывать их как национально и культурно маркированные психолингвистические объекты.

## Духовные ценности
В XX столетии широкое распространение в России получило понятие «духовные ценности», обозначающее:
- совокупность культурных ценностей, отличных от материальных ценностей;
- систему религиозных, этических и эстетических ценностей отдельного человека или всего общества (отвага, самопожертвование, любовь к ближнему, к природе, к Родине).